# Osul din Ishango

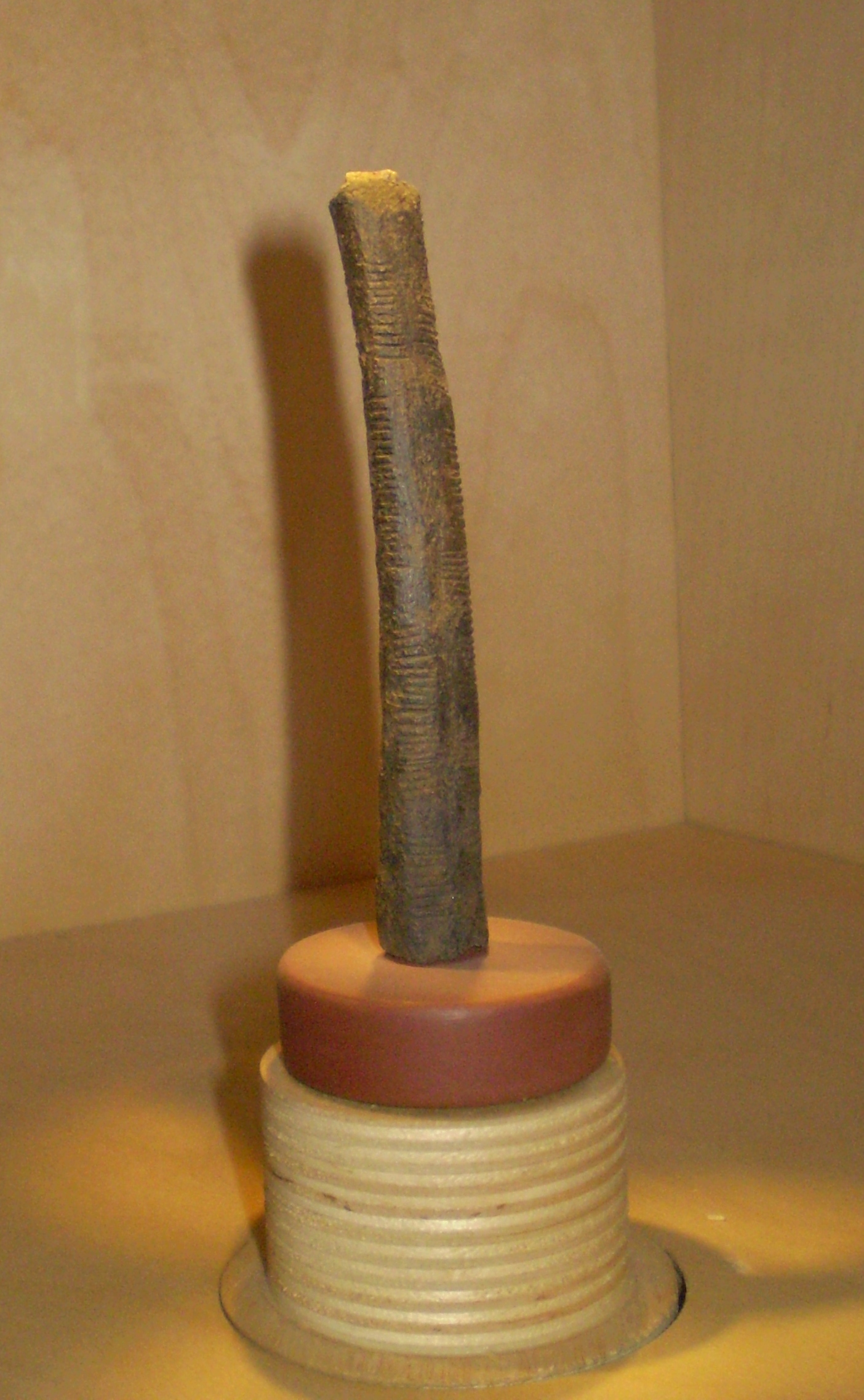
Osul din Ishango expus la Institutul Regal Belgian de Științe ale Naturii, Bruxelles, Belgia.

Osul din Ishango (sau Osul Ishango) este un instrument osos și un posibil obiect cu scop matematic, datat din epoca paleoliticului superior. Este un os maro închis, fibula unui babuin, cu o bucată ascuțită de cuarț fixată la un capăt, posibil pentru gravură. Unii consideră că este un răboj, deoarece are o serie de zgârieturi pe trei coloane de-a lungul instrumentului, cu toate că s-a sugerat, de asemenea, că zgârieturile ar fi fost făcute pentru o mai bună prindere a mânerului cu mâna sau din orice alt motiv care nu ține de matematică. De asemenea, s-a susținut că semnele de pe obiect nu sunt aleatorii și că este probabil un fel de instrument de numărare și folosit pentru a efectua proceduri matematice simple.
Osul Ishango a fost găsit în 1960 de către geologul belgian Jean de Heinzelin de Braucourt în timp ce explora ceea ce era atunci statul Congo Belgian. A fost descoperit în zona Ishango de lângă râul Semliki. Lacul Edward se varsă în Semliki, care face parte din izvoarele râului Nil (acum la granița dintre Uganda și R. D. Congo). Osul a fost găsit printre rămășițele unei mici comunități de pescari care au locuit în această zonă a Africii. Așezarea a fost îngropată de o erupție vulcanică.
S-a estimat că obiectul a apărut pentru prima dată între 9.000 î.Hr. și 6.500 î.Hr. Cu toate acestea, datarea sitului în care a fost descoperit a fost reevaluată și acum se crede că are o vechime de peste 20.000 de ani (între 18.000 î.Hr. și 20.000 î.Hr.).
Osul din Ishango se află expus permanent la Institutul Regal Belgian de Științe ale Naturii, Bruxelles, Belgia.

## Vezi și
- Istoria matematicii